# Mega Regina
Die Mega Regina ist eine Fähre der französischen Reederei Corsica Ferries – Sardinia Ferries. Sie wurde als Mariella auf der finnischen Wärtsilä-Perno-Werft in Turku gebaut und bis Frühjahr 2021 von der finnischen Viking Line betrieben.

## Geschichte
Das Schiff  wurde am 18. April 1984 auf Kiel gelegt, lief am 28. September 1984 vom Stapel und wurde am 17. Mai 1985 durch die SF Line (heute Viking Line) in Dienst gestellt. Als die Mariella den Verkehr aufnahm, war sie das erste Schiff der Viking Line, welches die Route Helsinki – Mariehamn – Stockholm bediente und nicht der Reederei Ab Sally gehörte. Bis auf einige Ausnahmen aufgrund von Wartungsarbeiten fuhr die Mariella seit ihrer Indienststellung bis zum Verkauf im Jahr 2021 auf derselben Strecke. Dieses macht sie zum Rekordhalter des längsten ununterbrochenen Dienstes auf der Strecke Helsinki–Stockholm. Bei ihrer Fertigstellung war die Mariella, bezogen auf Tragfähigkeit und Passagierkapazität, die größte Fähre der Welt.

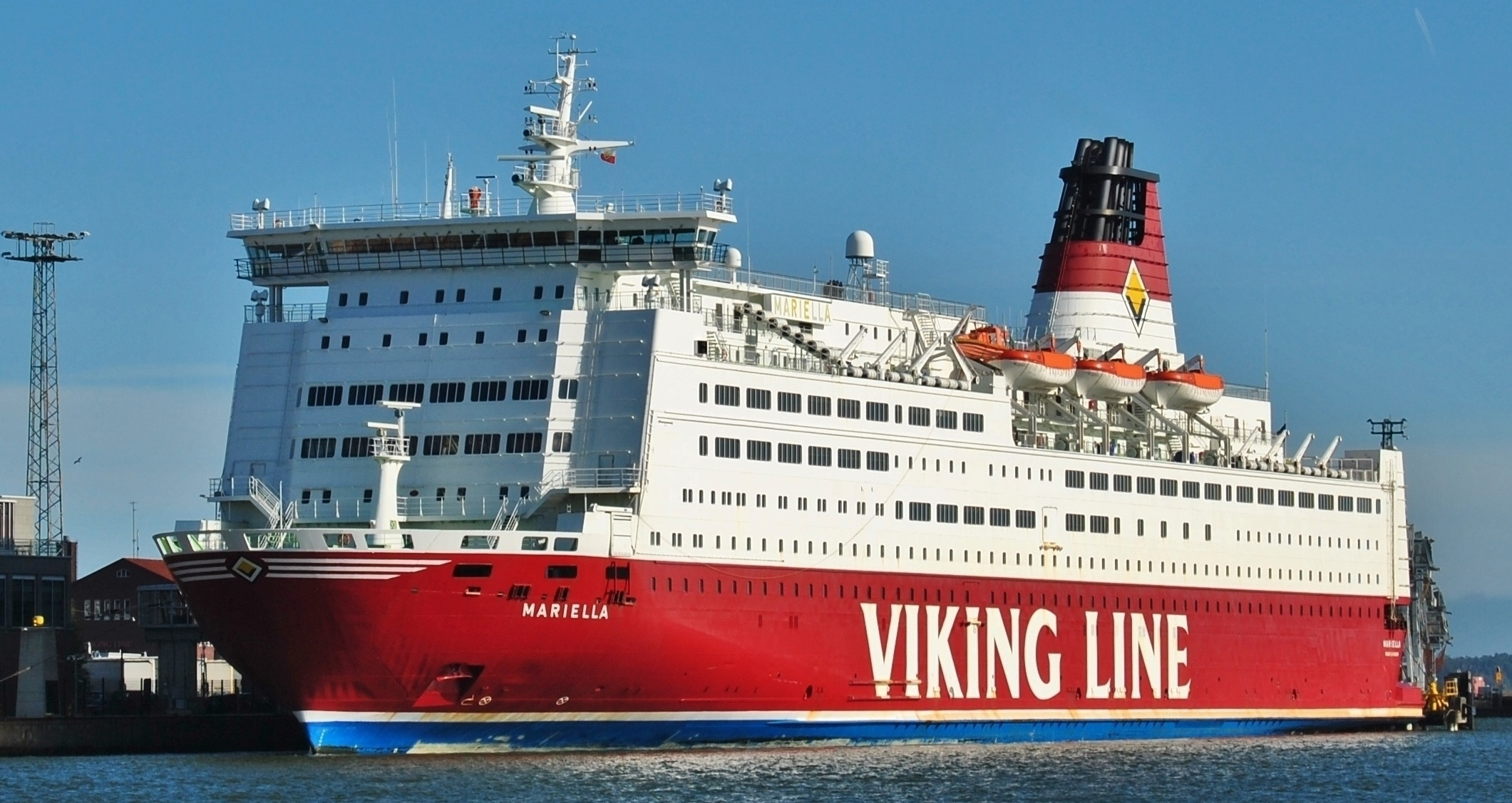
Die Mariella

Beim Untergang der Estonia 1994 war die Mariella das erste Schiff, das an der Unglücksstelle eintraf. 15 Überlebende konnten von der Besatzung aus dem Wasser gerettet werden, weitere 11 Überlebende wurden per Helikopter gerettet und an Bord gebracht. Die Mariella diente während der Rettungsaktion als Helikopterbasis.
In der Sommersaison 1996 führte die Mariella Kurzkreuzfahrten von Helsinki nach Tallinn durch. Diese Kreuzfahrten, die in der Zeit durchgeführt wurden, in der das Schiff sonst seinen neunstündigen Aufenthalt in Helsinki hatte, fanden jedoch nicht die erhoffte Resonanz und wurden nach der Saison nicht mehr angeboten.
Um nach dem Wegfall des Tax-Free-Verkaufes in der EU auch weiterhin steuerfreie Waren an Bord anbieten zu können, wurde im Juli 1999 ein Zwischenstopp in Mariehamn eingeführt. Ein Weiterverkauf der Waren ist möglich, da Åland durch eine Ausnahmeregelung von Vorschriften zu Umsatz- und Verbrauchsteuern in der Europäischen Union ausgenommen ist.
Im September 2000 wurde die Mariella in Naantali mit Stabilisatoren und mit einem neuen, schnellen Rettungsboot ausgestattet. Bei diesem Werftaufenthalt wurde auch das Interieur renoviert. Die Disco wurde von Deck 8 auf Deck 7 verlegt. Für einige Zeit trug die Mariella den Schriftzug Updated 06/10 2000 auf ihrem Rumpf.
Ein weiterer großer Umbau erfolgte im September 2006 ebenfalls in Naantali. Bei diesem Umbau wurden ein Restaurant, die Parfümerie und der Tax Free Shop komplett neu eingerichtet. Weiter wurde ein komplett neues Restaurant unmittelbar neben dem Food Garden Restaurant angelegt.
Im Jahr 2016 nahm die Meyer Werft zu Testzwecken eine Brennstoffzelle an Bord in Betrieb.
Im Mai 2021 wurde die Mariella an die französische Reederei Corsica Ferries – Sardinia Ferries verkauft und im Juni in Mega Regina umbenannt. Das zwischenzeitlich mit Landstromanschluss und Abgasreinigung mittels Partikelfilter ausgestattete Schiff sollte ab Juni 2021 auf den Routen der Reederei von Frankreich und Italien nach Korsika, Sardinien und den Balearen eingesetzt werden. Das Schiff nahm schließlich einige Wochen später, Ende Juli 2021, den Dienst auf.
Am 7. April 2023 brach im Hafen von Bastia in einem Rettungsboot ein Feuer aus. Dieses konnte jedoch schnell gelöscht werden und niemand wurde verletzt.
Das Schwesterschiff der Mega Regina ist die Moby Orli (ehemals Olympia, Pride of Bilbao, Bilbao, Princess Anastasia), die heute im Mittelmeer verkehrt.

## Decks
Das Schiff hat elf Decks:
1. Maschinenraum
2. Ankerdeck – Kabinen der C- und Economy-Klasse, Sauna und Whirlpools
3. Autodeck für Busse und Lkw.
4. Pkw-Parkdeck – hydraulische Rampen erlauben ein Teilen des Autodecks in zwei Ebenen.
5. Bell Deck – Kabinen der B- und A-Klasse, Boarding
6. Sextant Deck – Kabinen der B- und A-Klasse
7. Info & Shopping Deck – Kabinen der B-, A- und Luxus-Klasse, Suiten, Schlafsessel, Duty-free-Shop, Cafeteria, Automatenspielhalle, Information, Boarding
8. Restaurant Deck – Buffet-Restaurant mit Smörgåsbord, Nachtclub, Casino, Disco, Pub, Food Garden À-la-carte-Restaurant, Barbecue-Restaurant, Tapas & Wine Restaurant
9. Conference Deck – Konferenzräume, Sonnendeck, Kabinen der A-Klasse
10. Compass Deck – Mannschafts-Bereiche
11. Captain’s Deck – Kommandobrücke, Sonnendeck